# Jean-Marie Léonard
Jean-Marie Léonard (Flémalle-Grande, 14 juli 1943 – aldaar, 9 augustus 2021) was een Belgisch volksvertegenwoordiger.

## Levensloop
Léonard was beroepshalve onderwijzer en werd inspecteur van het lager onderwijs. Als syndicaal en socialistisch militant werd hij politiek actief voor de PS.
Hij doorliep een uitgebreide politieke carrière. Op lokaal vlak was hij van 1971 tot 1976 gemeenteraadslid en schepen van Flémalle-Grande. Na de fusie tot Flémalle was hij daar van 1977 tot 1999 schepen van Onderwijs, Familie en Jeugd. Bij de gemeenteraadsverkiezingen van 2000 stelde hij geen kandidaat meer ten voordele van zijn zoon Laurent Léonard, die na de verkiezingen ook schepen van Flémalle werd.
Van 1974 tot 1981 was hij provincieraadslid voor de provincie Luik. Hij was vervolgens kabinetsmedewerker van ministers Jean-Maurice Dehousse (1981-1985) en Yvan Ylieff (1988-1990)
Aangezien hij op de Kamerlijst als eerste opvolger stond, werd hij PS-volksvertegenwoordiger voor het arrondissement Luik toen André Cools in 1990 ontslag nam. Hij vervulde dit mandaat tot in 1995. Hij werd meteen lid van de Waalse Gewestraad en van de Raad van de Franse Gemeenschap. In 1995 werd hij rechtstreeks verkozen tot lid van het Waals Parlement en oefende dit mandaat uit tot in 2004.
Hij was voornamelijk actief in het Parlement van de Franse Gemeenschap, gezien hij zich op problemen van onderwijs toespitste. Hij was er van 1995 tot 1997 voorzitter van de PS-fractie, van 1997 tot 1999 eerste ondervoorzitter en van 1999 tot 2004 secretaris.
Daarnaast was hij van 1989 tot 2001 voorzitter van de Onderwijsraad van de verenigingen van gemeenten en provincies en voorzitter van de Union Socialiste Communale de Flémalle. Een basisschool in Flémalle draagt zijn naam.
Na een lang ziekbed overleed Léonard op 78-jarige leeftijd.